# Billy Sherwood
 (février 2018).
Si vous disposez d'ouvrages ou d'articles de référence ou si vous connaissez des sites web de qualité traitant du thème abordé ici, merci de compléter l'article en donnant les références utiles à sa vérifiabilité et en les liant à la section « Notes et références ».
Pour les articles homonymes, voir Sherwood.
William « Billy » Wyman Sherwood (né le 14 mars 1965 à Las Vegas) est un musicien américain, producteur de musique et ingénieur du son principalement connu pour sa participation avec les groupes Yes (dont il est encore membre) et Asia.

## Biographie

### Jeunesse et premiers groupes
Billy fait partie d’une famille de musiciens dont le père, Bobby était chef d’orchestre d’un big band, sa mère chantait et jouait de la batterie alors que son frère Michael chante et joue des claviers.
Sa carrière musicale commence au sein d’un groupe appelé Lodgic qu’il crée avec son frère Michael à Las Vegas. Il joue de la basse et chante. Son frère Michael ainsi que Guy Allison tiennent les claviers, Jimmy Haun la guitare et Gary Starns la batterie.  Le groupe déménage à Los Angeles en 1980, passe plusieurs années en studio avant d’enregistrer son premier album Nomadic Sands en 1986. À cette occasion, Billy Sherwood montre ses différents talents, non seulement comme musicien mais également comme ingénieur, mixeur et producteur de l’album.
Lodgic se sépare, alors Billy Sherwood et Guy Allison forment le groupe World Trade avec le guitariste Bruce Gowdy et le batteur Mark T. Williams. Le groupe sort son premier album éponyme en 1989.
Peu de temps après, Billy et Bruce sont contactés par le groupe Yes pour remplacer respectivement le chanteur Jon Anderson et le guitariste Trevor Rabin qui désiraient quitter le groupe. Les deux rejoignent Yes, enregistrent quelques maquettes, mais le projet ne voit pas le jour, Anderson et Rabin décidant finalement de rester au sein de la formation. Tout comme Trevor Horn avant lui, Billy n’était pas à l’aise à l’idée de devenir le chanteur de Yes. Il profite toutefois de cette expérience pour sceller une amitié durable avec Chris Squire qui les pousse à travailler ensemble pour les dix années suivantes. 
Par la suite, Billy Sherwood retourne auprès de son groupe World Trade avec lequel il sort l’album « Euphoria » en 1995 où Jay Schellen remplace Williams à la batterie. Après cet album, il travaille avec de très nombreux artistes, principalement comme producteur, mixeur et ingénieur du son.

### Musicien additionnel dans Yes
Il rejoint Yes pour la tournée Talk (1994 - 1995) comme guitariste et claviériste additionnel. Il coproduit et mixe des titres pour les albums Keys to Ascension, Keys to Ascension 2 et Open Your Eyes - sur lequel il joue des claviers et de la guitare - entre-temps il commence à travailler sur un nouvel album pour World Trade qui se sépare toutefois avant l’enregistrement. Il utilisera les chansons développées pendant ces sessions pour son premier album solo The Big Peace sortit en 1999.
Billy rejoint une fois de plus le groupe Yes en studio en tant que guitariste pour enregistrer l’album The Ladder, et une tournée promotionnelle est mise sur pied. L'un des concerts de cette tournée sera enregistré pour un album live à Las Vegas, ville natale de Billy, qui sortira en album et en DVD titré  House of Yes: Live from House of Blues. À la fin de la tournée, le groupe publie un communiqué selon lequel Billy Sherwood ne fait plus partie de Yes.

### Conspiracy, Yoso et Circa
En 2000, Billy s'implique avec Chris Squire dans un nouveau projet, The Chris Squire Experiment. Ce nom sera finalement changé pour Conspiracy et un premier album éponyme est publié, Conspiracy, ils sortiront aussi un deuxième album en 2003 intitulé The Unknown, un album concept autour des événements du 11 septembre 2001. Puis un DVD en concert, Conspiracy Live. Billy Sherwood devient, à l'occasion de la prochaine tournée, le remplaçant de Chris Squire au sein de YES, décédé dans la nuit du 27 au 28 juin 2015 à Phoenix en Arizona. 

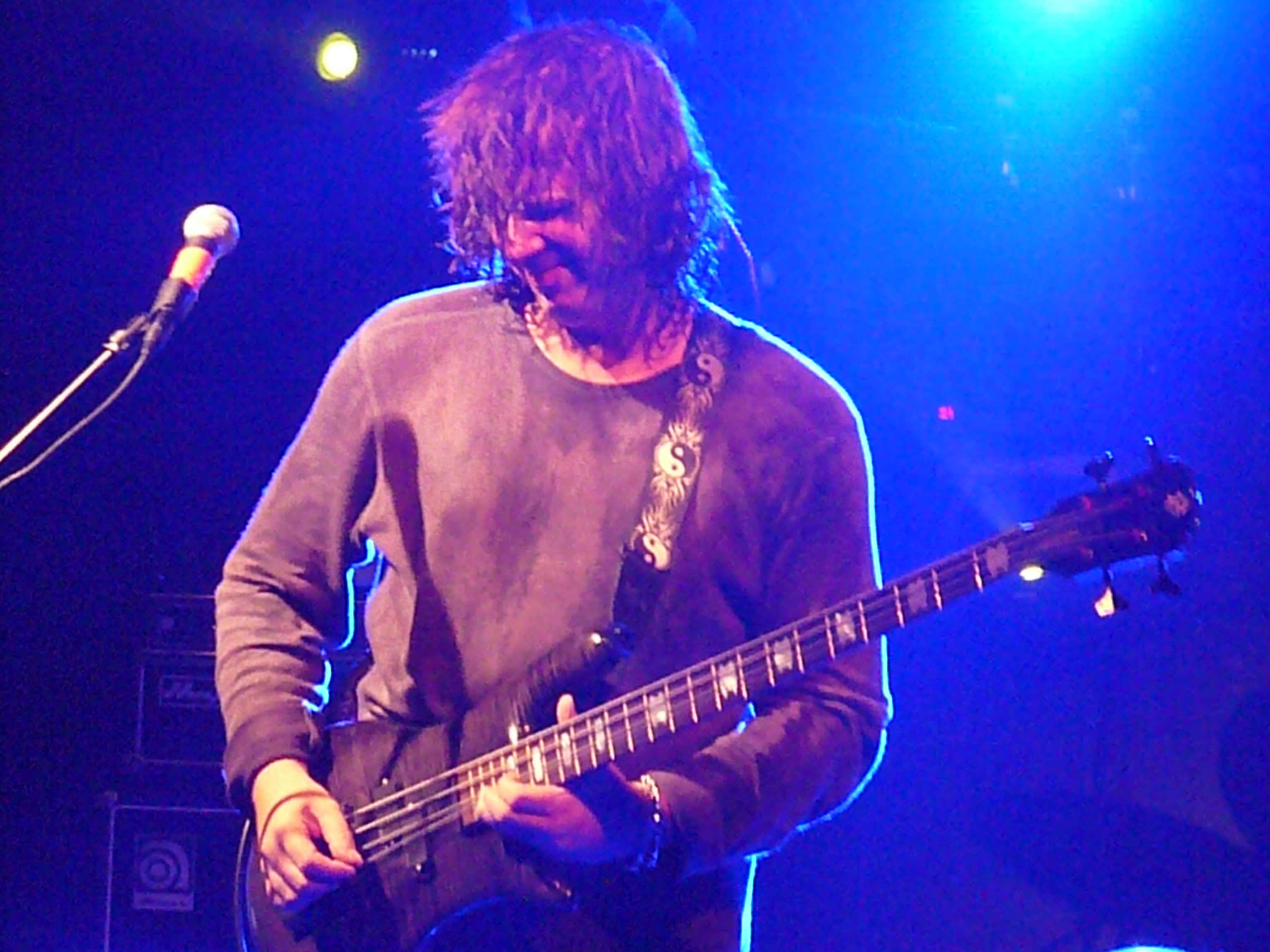
Billy Sherwood en concert avec Yoso à Luxembourg le 29 septembre 2010

Entretemps de 2009 à 2011, Billy participe au groupe Yoso avec Tony Kaye (ex Yes) et Bobby Kimball (ex Toto), un seul album Elements sort en 2010. À travers tous ces projets, il se joint au groupe Circa avec Tony Kaye aux claviers et Alan White à la batterie, respectivement membre et ex-membre de Yes. Le premier album éponyme sort en 2007 avec Jimmy Haun à la guitare et au chant alors que Billy joue la basse. Un DVD Live est sorti aussi en 2009 avec toujours la même formation. Puis Jay Schellen remplace Alan White à la batterie et le troisième album, HQ, sort en 2009. Puis en 2011, autre changement de personnel, Haun et Schellen quittent et sont remplacés par Johnny Bruhns et Scott Connor respectivement, juste à temps pour entrer en studio pour le troisième album And so on qui est publié la même année. Par la suite, en 2013, Billy passe à la guitare alors que Rick Tierney est recruté comme bassiste et sort un autre album live pour Circa, Live from here, there and everywhere. C'est avec cette dernière formation qu'est publié l'album Valley Of The Windmill en Juillet 2016.  
Puis toujours en 2016, Billy et Tony Kaye sortent un album live enregistré en duo au Japon, Live in Japan, qui contient deux CD et 1 DVD.

### Membre officiel de Yes
En 2017, sort l'album live de Yes Topographic Drama, c'est le premier album avec Billy Sherwood comme bassiste à la suite du décès de Chris Squire le 28 Juin 2015. C'est aussi le seul album à présenter le batteur Jay Schellen à la place d'Alan White, qui a subi une opération chirurgicale au dos et dut ainsi s'absenter pour la majeure partie de la tournée. Puis en 2021 sort le vingt-deuxième album studio de Yes, The Quest, avec Billy comme bassiste et choriste. Et Yes annonce la sortie prochaine du 23ième album studio du groupe Mirror to the Sky, qui sera dans les bacs de disquaires en Mai 2023, avec Billy comme bassiste et Jay Schellen comme batteur.

## Discographie

### Lodgic
- Nomadic Sands (1985)

### World Trade
- World Trade (1989)
- Euphoria (1995)

### Yes

#### Albums studio
- Union (1991) - Production, guitare, claviers
- Open Your Eyes (1997) - Guitares, claviers
- The Ladder (1999) - Guitares
- The Quest (2021) - Basse, Spector fretless, Rickenbacker 4001, guitare acoustique, piano électrique Fender Rhodes, claviers, chant
- Mirror to the Sky (2023)

#### Albums en concert
- House of Yes: Live from House of Blues (2000) - Guitares
- Topographic Drama (2017) - Basse
- Yes 50 Live (2019) - Basse
- The Royal Affair Tour: Live from Las Vegas (2020) - Basse

#### Coffret
- Yesyears (1991) - Guitare acoustique, claviers sur Love Conquers All

### Conspiracy
- Conspiracy (2000)
- The Unknown (2003)
- Conspiracy Live (2006) DVD

### Circa
- Circa (2007)
- Circa Live (2009) - DVD
- Circa HQ (2009)
- Overflow (2009) - Compilation
- And So On (2011)
- Live From Here There & Everywhere (2013)
- Valley Of The Windmill (2016)

### The Prog Collective
- The Prog Collective (2012)
- Epilogue (2013)

### Yoso
- Elements (2010)

### En solo
- The Big Peace (1999)
- No Comment (2003)
- At the Speed of Life (2008)
- Oneirology (2010)
- What Was the Question? (2011)
- The Art of Survival (2012)
- Collection (2015) - Compilation
- Archived (2015)
- Citizen (2015)
- Divided By One (2015)

### Billy Sherwood & Tony Kaye
- Live in Japan (2016) - Album triple 2 CD + DVD

### Participations
- Yes – Yesyears (1991) - Joue et chante sur Love Conquers All
- Regulators – The Regulators (1991)
- Toto – Kingdom of Desire (1992) - Chœurs sur The Other Side
- Air Supply – The Vanishing Race (1993)
- Paul Rodgers – Muddy Water Blues: A Tribute to Muddy Waters (1993) - Joue des percussions.
- Dangerous Toys – Pissed (1994)
- Various Artists – Supper's Ready (1995)
- Various Artists – The Moon Revisited (1995)
- Various Artists – Tales From Yesterday (1995)
- Pam Thum – Faithful (1995)
- Air Supply – News from Nowhere (1995)
- Yes – Keys to Ascension (1996) - Co-production, ingénieur du son, mixage
- Def Leppard – All I Want Is Everything (1996)
- Various Artists – Crossfire: A Salute To Stevie Ray Vaughan (1996)
- Yes – Keys to Ascension 2 (1997) - Co-production, ingénieur du son, mixage
- Various Artists – Dragon Attack: A Tribute To Queen (1997)
- Paul Rodgers – Chronicle (1997)
- The Key – The World is Watching (1997)
- Treason – Treason (1997)
- Ratt – Collage (1997)
- Carmine Appice – Guitar Zeus (1997)
- Flambookey – Flambookey (1997)
- Various Artists – Thunderbolt-A Tribute To AC/DC (1998)
- Michael Sherwood – Tangletown (1998)
- Regulators – Bar & Grill (1998)
- Quiet Riot – Alive and Well (1999)
- Carmine Appice – Guitar zeus: Japan (2000)
- Yes – Keystudio (2001) - Co-production, ingénieur du son, mixqge
- Fear Factory – Digimortal (2001)
- Carmine Appice – Guitar Zeus: Korea (2002)
- Jack Russell – For You (2002)
- Todd Rundgren – Todd Rundgren And His Friends (2002)
- Medwyn Goodball – Anam Cara
- Various Artists – Pigs & Pyramids-An All Star Lineup Performing The Songs of Pink Floyd (2002)
- Ignition – Ignition (2003)
- Various Artists – Bat Head Soup-A Tribute To Ozzy Osbourne (2003)
- Asia – Silent Nation (2004)
- John 5 – Vertigo (2004)
- Larry Klimas – Retro-Spec(t) (2004)
- Michael Schenker – Heavy Hitters (2005)
- Various Artists – Back Against The Wall (2005)
- Edgar Winter – The Better Deal (2006)
- Various Artists – Return to the Dark Side of the Moon (2006)
- Various Artists – An '80s Metal Tribute To Journey (2006)
- Various Artists – Lights Out: The Ultimate Tribute To UFO (2006)
- Various Artists – An All-Star Tribute To Lynyrd Skynyrd (2007)
- Graham Russell – The Future (2007)
- Hollywood Roses – Dopesnake (2007)
- Various Artists – 70's Box: The Sound Of A Decade (2007)
- Julie Francis – Lucky Penny (2008)
- Various Artists – Led Box: The Ultimate Tribute To Led Zeppelin (2008)
- Various Artists – Big Movies, Big Music Volume 1 (2008)
- Various Artists – Big Networks, Big Music Volume 2 (2008)
- Various Artists – Big Networks, Big Music Volume 9 (2008)
- Various Artists – Ultimate Holiday Party Volume 1 (2008)
- Various Artists – Ultimate Christmas Party Volume 2 (2008)
- Various Artists – Ultimate Christmas Party Volume 3 (2008)
- Various Artists – A Tribute To Thin Lizzy (2008)
- Various Artists – Abbey Road: A Tribute To The Beatles (2009)
- Eureka – Shackleton's Voyage (2009)
- Various Artists – An All-Star Salute to Christmas (2010)
- Nigel Briggs – Unwind (2010)
- Mars Hollow – World in Front of Me (2011)
- John Wetton – Raised in Captivity (2011)
- Flaming Row – Elinoire (2011)
- Michael Schenker Group – By Invitation Only
- Sonic Elements – XYZ—A Tribute to Rush (2012)
- Jay Tausig – Pisces (2012)
- Various Artists – Songs of the Century: An All-Star Tribute to Supertramp (2012)
- Various Artists – Black on Blues – A Tribute to The Black Keys (2012)
- The Fusion Syndicate – The Fusion Syndicate (2012)
- Edison's Lab – Edison's Lab EP (2012)
- Blackburner – Planet Earth Attack (2012)
- Nektar – A Spoonful of Time (2012)
- Nektar – Time Machine (2013)
- Days Between Stations – In Extremis (2013)
- NSons of Hippies – Griffones at the Gates of Heaven (2013)
- William Shatner – Ponder The Mystery (2013)
- Dale Bozzio – Missing In Action (2014)
- Yes - Heaven and earth (2014) - Mixage des chœurs
- Yes - Like It Is ; Yes At The Bristol Hippodrome (2014) - Mixage
- Yes - Like It Is : Yes At The Mesa Arts Center (2014) - Mixage
- Rick Wakeman : Starship Trooper (2016) - Joue sur 9 pièces.
- Leon Alvarado : The future left behind (2016) -
- John Holden : Capture Light - Guitare et basse sur 2 chansons.